# Nils Bertelsen

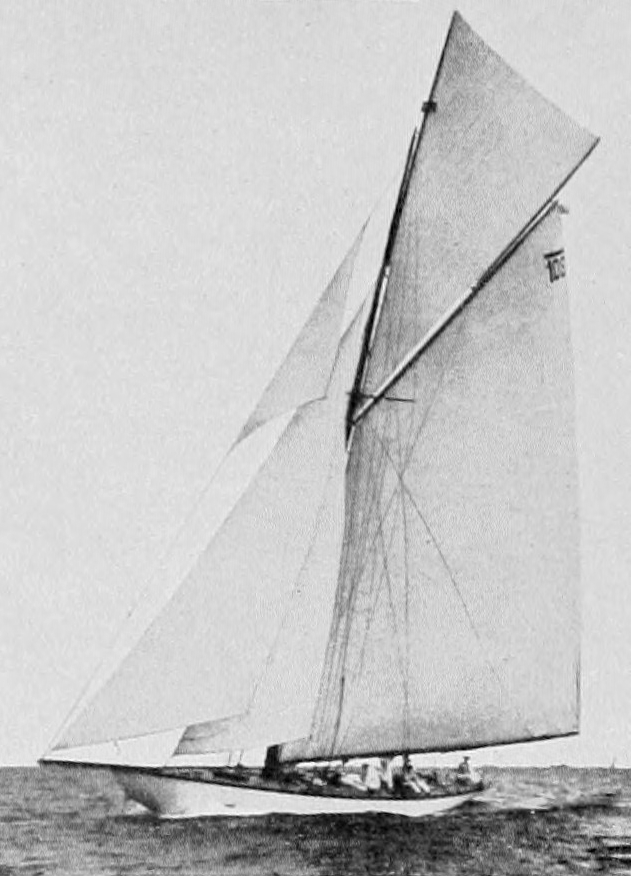
Jacht Magda IX

Nils Bertelsen (ur. 29 września 1879 na wyspie Tromøya, zm. 5 października 1958 w Vang) – norweski żeglarz, olimpijczyk, zdobywca złotego medalu w regatach na Letnich Igrzyskach Olimpijskich 1912 w Sztokholmie.
Na Letnich Igrzyskach Olimpijskich 1912 zdobył złoto w żeglarskiej klasie 12 metrów. Załogę jachtu Magda IX tworzyli również Carl Thaulow, Halfdan Hansen, Arnfinn Heje, Alfred Larsen, Petter Larsen, Christian Staib, Eilert Falch-Lund, Johan Anker i Magnus Konow.